# قدیلی (ساموخ)
قدیلی (به لاتین: Qədili، تا ۲۰۰۸ هادی‌لی Hadılı) یک منطقه مسکونی در جمهوری آذربایجان است که در شهرستان ساموخ واقع شده است. قدیلی ۳۲۸ نفر جمعیت دارد.